# Christian von Ehrenfels
Christian von Ehrenfels (celým jménem Maria Christian Julius Leopold Freiherr von Ehrenfels, 20. června 1859, Rodaun – 8. září 1932, Lichtenau im Waldviertel) byl rakouský filosof a psycholog, jeden ze zakladatelů tvarové psychologie, který dlouhodobě působil v Praze.

## Život
Narodil se v obci Rodaun nedaleko Vídně. Filozofii vystudoval na univerzitách ve Vídni, kde byl žákem Franze Brentana, a ve Štýrském Hradci, kde ho vedl Alexius Meinong. Ve Vídni také vystudoval hudbu u Antona Brucknera.
V letech 1896–1929 byl profesorem filozofie na německé univerzitě v Praze. Byl obhájcem eugeniky a polygamie, tyto jeho názory vyvolaly prudký odpor u české publicistiky. S českým prostředím byl Ehrenfels v silném kontaktu, roku 1929 například napsal dopis Tomáši Garrigue Masarykovi a vyzval ho k založení „nového katolicismu“. To ovšem Masaryk odmítl.
Ehrenfels se věnoval též hudebnímu komponování a psal divadelní dramata (Sternenbraut, Die Mutter der Legionärs, Hvězdná nevěsta).

## Hlavní díla
- Metaphysische Ausführungen im Anschlasse an Emil du Bois-Reymond, 1886
- Über Fühlen und Wollen, 1888
- Werttheorie und Ethik, 1893
- System der Werttheorie I–II, 1897
- Grundbegriffe der Ethik, 1907
- Sexualethik, 1910
- Richard Wagner und seine Apostaten, 1913
- Kosmogonie, 1916
- Das Primzahlengesetz – auf Grund der Gestalttheorie, 1927